# Mark Eaton (Eishockeyspieler)
Mark Andrew Eaton (* 6. Mai 1977 in Wilmington, Delaware) ist ein ehemaliger US-amerikanischer Eishockeyspieler sowie derzeitiger -trainer und -funktionär, der im Verlauf seiner aktiven Karriere zwischen 1995 und 2013 unter anderem 718 Spiele für die Philadelphia Flyers, Nashville Predators, Pittsburgh Penguins und New York Islanders in der National Hockey League auf der Position des Verteidigers bestritten hat. Seinen größten Karriereerfolg feierte Eaton in Diensten der Pittsburgh Penguins mit dem Gewinn des Stanley Cups im Jahr 2009. Seit Sommer 2016 ist Eaton in unterschiedlichen Funktion im Management der Chicago Blackhawks in der NHL tätig.

## Karriere
Mark Eaton begann seine Karriere als Eishockeyspieler bei den Waterloo Black Hawks, für die er von 1995 bis 1997 in der United States Hockey League aktiv war. Anschließend spielte der Verteidiger ein Jahr lang für die Mannschaft der University of Notre Dame und wurde im Anschluss an die Spielzeit als CCHA Rookie of the Year ausgezeichnet, woraufhin er am 4. August 1998 als Free Agent von den Philadelphia Flyers unter Vertrag genommen wurde, für deren Farmteam, die Philadelphia Phantoms aus der American Hockey League (AHL), er in der Saison 1998/99 sein Debüt im professionellen Eishockey gab. In der folgenden Spielzeit debütierte der Linksschütze für die Flyers in der National Hockey League, wobei er in seinem Rookiejahr in insgesamt 34 Spielen ein Tor erzielte und eine Vorlage gab.
Am 29. September 2000 wurde Eaton im Tausch gegen ein Drittrunden-Wahlrecht im NHL Entry Draft 2001 an die Nashville Predators abgegeben, für die er in den folgenden sechs Spielzeiten in der NHL auf dem Eis stand. Einzig während des Lockouts in der NHL-Saison 2004/05 spielte er ausschließlich für die Grand Rapids Griffins aus der AHL. Am 3. Juli 2006 wurde der US-Amerikaner als Free Agent von den Pittsburgh Penguins verpflichtet, mit denen er in der Saison 2007/08 erst im Stanley-Cup-Finale an den Detroit Red Wings scheiterte, wobei er nur in 36 Spielen der regulären Saison eingesetzt wurde. In der folgenden Spielzeit gelang ihm mit seiner Mannschaft die Revanche und der ehemalige Nationalspieler gewann erstmals in seiner Laufbahn den prestigeträchtigen Stanley Cup. Zu diesem Erfolg trug Eaton mit 16 Scorerpunkten, darunter acht Tore, in insgesamt 92 Spielen bei. Anfang Juli 2010 wechselte er zu den New York Islanders. Im Februar 2013 wurde er von den Pittsburgh Penguins unter Vertrag genommen. Dort spielte er die Saison 2012/13 zu Ende und beendete anschließend seine aktive Karriere.
Vor der Saison 2014/15 wurde Eaton als Entwicklungstrainer von den Chicago Blackhawks aus der NHL verpflichtet. Nach zwei Jahren wurde er zur Spielzeit 2016/17 zum Director of Player Development befördert, ebenso wie zum Assistenten des General Managers zur Saison 2020/21. Im Dezember 2024 übernahm er dann interimsweise die Position des Cheftrainers bei den Rockford IceHogs, dem Kooperationspartner der Blackhawks aus der AHL. Er übernahm dabei die Nachfolge von Anders Sörensen, der wiederum zum Headcoach der Blackhawks befördert worden war.

### International
Für die USA nahm Eaton an den Weltmeisterschaften 2001 und 2002 teil.

## Erfolge und Auszeichnungen
| - 1997 USHL Second All-Star Team - 1997 Curt Hammer Award - 1998 CCHA Rookie of the Year | - 2000 Teilnahme am AHL All-Star Classic - 2009 Stanley-Cup-Gewinn mit den Pittsburgh Penguins |

## Karrierestatistik

### International
Vertrat die USA bei:
- Weltmeisterschaft 2001
- Weltmeisterschaft 2002

(Legende zur Spielerstatistik: Sp oder GP = absolvierte Spiele; T oder G = erzielte Tore; V oder A = erzielte Assists; Pkt oder Pts = erzielte Scorerpunkte; SM oder PIM = erhaltene Strafminuten; +/− = Plus/Minus-Bilanz; PP = erzielte Überzahltore; SH = erzielte Unterzahltore; GW = erzielte Siegtore; 1 Play-downs/Relegation; Kursiv: Statistik nicht vollständig)